# Indonesian Aerospace
Indonesian Aerospace (IAe), indonez. Dirgantara Indonesia – indonezyjskie państwowe przedsiębiorstwo lotnicze z siedzibą w Bandungu.
Zostało założone w 1976 roku pod nazwą PT Pesawat Terbang Nurtanio. W 1985 roku zmieniło nazwę na Industri Pesawat Terbang Nusantara. Obecnie funkcjonuje jako PT Dirgantara Indonesia (Persero).
Zajmuje się projektowaniem samolotów oraz opracowywaniem i produkcją samolotów pasażerskich.